# Sticherus revolutus
Sticherus revolutus är en ormbunkeart som först beskrevs av H. B. K., och fick sitt nu gällande namn av Ren-Chang Ching. Sticherus revolutus ingår i släktet Sticherus och familjen Gleicheniaceae. Inga underarter finns listade.